# Farzad Abdollahi
Farzad Abdollahi –en persa, فرزاد عبداللهی– (Mianeh, 27 de octubre de 1990) es un deportista iraní que compite en taekwondo.
Ganó una medalla de oro en el Campeonato Mundial de Taekwondo de 2011, y dos medallas en el Campeonato Asiático de Taekwondo en los años 2008 y 2010. En los Juegos Asiáticos de 2010 consiguió una medalla de bronce.

## Palmarés internacional
| Campeonato Mundial  | Campeonato Mundial       | Campeonato Mundial | Campeonato Mundial |
| Año                 | Lugar                    | Medalla            | Categoría          |
| ------------------- | ------------------------ | ------------------ | ------------------ |
| 2011                | Gyeongju (Corea del Sur) | Medalla de oro     | –80 kg             |
| Juegos Asiáticos    |                          |                    |                    |
| Año                 | Lugar                    | Medalla            | Categoría          |
| 2010                | Cantón (China)           | Medalla de bronce  | –80 kg             |
| Campeonato Asiático |                          |                    |                    |
| Año                 | Lugar                    | Medalla            | Categoría          |
| 2008                | Luoyang (China)          | Medalla de oro     | –78 kg             |
| 2010                | Astaná (Kazajistán)      | Medalla de oro     | –74 kg             |